# Neodamodes
Els neodamodes (grec, νεοδαμώδεις, neodamốdeis) eren els hilotes que quedaven alliberats en acabar el seu servei com a hoplites, membres de l'exèrcit lacedemoni. Eren soldats que, probablement, no se'ls requeria per al servei actiu, sinó que eren situats en llocs estratègics al llarg de les fronteres. La seva existència està documentada entre el 420 i el 369 aC. Van formar part de l'exèrcit cívic i 2.000 d'ells van participar en la campanya d'Agesilau II a Jònia, del 396 al 394 aC.
El seu nom procedeix de grec neos, «nou», i dêmos, «territori». Contràriament al que relata Hesiqui d'Alexandria, que compara als neodamodes amb els demotas (ciutadans habitants d'una demo) atenesos, els primers no adquireixen una ciutadania plena. El sufix grec -ôdês indica només una relació de semblança.
La data de la seva aparició és discutida. Tucídides no explica l'origen d'aquesta categoria social. Jean Ducat pensa que l'estatus va «estar inspirat per les mesures que les circumstàncies havien dictat en relació als brasideus», hilotes alliberats després de la seva participació en l'expedició de Bràsides (424 aC).
Sembla existir una relació entre la necessitat d'un nombre més gran d'hoplites i l'aparició dels neodamodes. Fins i tot hi havia mercenaris que combatien a les files espartanes. Davant l'escassetat de soldats, no és estrany que entre els hoplites hi hagués hilotes que, d'aquesta manera, aconseguien la seva llibertat en comptes de salaris.
Quan va acabar l'hegemonia espartana a Grècia i els neodamodes van perdre la seva raó de ser, probablement molts d'ells van romandre en territori messeni i es van convertir en ciutadans de Messènia.
Segurament els hilotes es van utilitzar per primera vegada com a hoplites en la campanya de la península Calcídica i després d'aquest experiment favorable, van ingressar més hilotes com a hoplites a l'exèrcit. L'única diferència podria ser que els «soldats de Brásidas» no van ser alliberats fins que va finalitzar la Guerra del Peloponès mentre que, més tard, els hilotes van ser alliberats tan aviat com es convertiren en hoplites, i se'ls anomenà neodamodes perquè, de fet, prenien el lloc dels ciutadans espartans. Per tant, els neodamodes van aparèixer per primera vegada durant la segona fase de la guerra arquidàmica, al voltant dels anys 424 al 421 aC.
Durant tot el temps de l'hegemonia espartana el seu nombre no deixà de créixer i a la batalla de Nemea constitueixen ja més del 30% de les tropes lacedemònies. Fins a 3.000 van participar en les operacions espartanes a Àsia al llarg del primer lustre del segle iv aC. El seu nombre es va multiplicar durant el segle iv aC, arribant a ser-ne uns quants milers, i superant la xifra d'espartans. Després va retrocedir ràpidament simultàniament amb el col·lapse del domini espartà en els camps de batalla més enllà del Peloponès.
Dins dels neodamodes es pot distingir un subgrup, el dels brasideîoi o veterans al servei de Bràsides. Es tractava de 700 hilotes que havien participat com a hoplites a la campanya tràcia de Bràsides, el brillant general espartà de la guerra arquidàmica, entre el 424 i el 422 aC, després de la qual, en reconeixement de la seva lleialtat, es va concedir la llibertat als que havien sobreviscut. La concessió de llibertat i terres venia a compensar la pèrdua d'un altre dret, el de fixar la residència allà on desitgessin. Al costat dels neodamodes, els brasideus van establir-se com a colons a Lépreo, a la frontera amb Èlide, que reclamava la sobirania sobre la regió.